# IC 927
IC 927 је спирална галаксија у сазвјежђу Дјевица која се налази на листи објеката дубоког неба у Индекс каталогу.
Деклинација објекта је - 12° 27' 50" а ректасцензија 13h 45m 52,3s. Привидна величина (магнитуда) објекта IC 927 износи 15,0 а фотографска магнитуда 15,9. IC 927 је још познат и под ознакама NPM1G -12.0464, PGC 170296.